# Девід Віттер
Девід Віттер (англ. David Vitter; 3 травня 1961) — американський політик, член Республіканської партії. Сенатор США від штату Луїзіана.

## Біографія
Народився у 1961 році у Новому Орлеані у родині Одрі Мелвайни і Алберта Леопольда Віттера. У 1979 році закінчив старшу школу. Здобув ступінь бакалавра в Гарвардському коледжі в Кембриджі у 1983, а у 1985 році здобув ступінь бакалавра в Оксфордському університеті. У 1988 здобув ступінь доктора юриспруденції у Школі права Тулейнського університету.